# Glenn Cunningham
Glenn Cunningham (4. srpna 1909 Atlanta, Kansas – 10. března 1988 Menifee, Arkansas) byl americký běžec na středních tratích, známý pod přezdívkou „Železný muž z Kansasu“. 
Byl považován za největšího amerického mílaře všech dob. V roce 1933 získal James E. Sullivan Award jako nejlepší amatérský sportovec ve Spojených státech.
Pocházel z chudé rodiny nájemných zemědělských dělníků. Narodil se v Atlantě v Kansasu a vyrůstal v Elkhartu v Kansasu. Chodil do vesnické školy v Elkhartu, kde došlo 9. února 1917 k výbuchu kotle, který způsobil jeho bratr, když ve škole omylem nalil do kanystru benzín místo petroleje.
Jeho bratr Floyd, kterému bylo 13 let, při požáru zemřel a Glenn utrpěl velmi vážně popáleny dolních končetin. 
Když lékaři doporučili amputaci Glennových nohou, byl tak zdrcený, že to jeho rodiče nedovolili. Lékaři předpovídali, že už možná nikdy nebude normálně chodit. Přišel o veškerou tkáň na kolenou a holeních a o všechny prsty na levé noze. Také měl prakticky zničený příčný klenební oblouk. Nicméně jeho velké odhodlání spolu s mnoha hodinami nového typu terapie mu umožnily postupně znovu získat schopnost chodit a později i běhat. Poprvé se pokusil znovu chodit na začátku léta 1919, přibližně dva roky po nehodě. Měl pozitivní přístup a také silnou náboženskou víru. Jeho oblíbeným biblickým veršem byl Izajáš 40:31: "Ti, kdo skládají naději v Hospodina, nabývají nové síly; vznášejí se jako orlové, běží bez únavy, jdou bez umdlení." Po dvou letech intenzivní rehabilitace se Glenn znovu naučil chodit a díky silné vůli a hluboké náboženské víře se začlenil do normálního života. V roce 1930 byl přijat na Kansaskou univerzitu a stal se oporou jejího běžeckého týmu. V roce 1932 startoval na olympiádě v Los Angeles, kde obsadil v závodě na 1500 m čtvrté místo. V roce 1933 se stal mistrem USA v běhu na 800 m a 1500 m a obdržel James E. Sullivan Award pro amerického amatérského sportovce roku. V roce 1934 překonal časem 4:06,8 světový rekord na jednu míli. Na Letních olympijských hrách 1936 získal na patnáctistovce stříbrnou medaili. Krátce po olympiádě se stal světovým rekordmanem na 800 metrů časem 1:49,7.
Kariéru ukončil v roce 1940, za druhé světové války sloužil u námořnictva a pak se stal vedoucím fyzické přípravy na Cornell College. Provozoval také se svojí manželkou ranč, na němž trénoval mladé sportovce z nemajetných rodin. V roce 1974 byl uveden do National Track and Field Hall of Fame.